# Зимові Олімпійські ігри 1948
Зимові Олімпійські ігри 1948, офційно V Зимові Олімпійські ігри (нім. V. Olympische Winterspiele; фр. Ves Jeux olympiques d'hiver; італ. V Giochi olimpici invernali; ромш. V Gieus olimpics d'enviern) і загальновідомі як Санкт-Моріц 1948 (фр. Saint-Moritz 1948; ромш. San Murezzan 1948) — міжнародне спортивне змагання із зимових видів спорту, яке проходило під егідою Міжнародного олімпійського комітету у місті Санкт-Моріц, Швейцарія з 30 січня по 8 лютого 1948 року, і стали першими повоєнними Олімпійськими іграми.

## Вибори міста проведення
Вибір Санкт-Моріца був обумовлений тим, що в ньому були доступні всі місця, на яких проходили Зимові Олімпійські ігри 1928, і швейцарський курорт міг організувати ігри набагато швидше, ніж будь-яке інше місто крім Гарміш-Партенкірхена, кандидатуру якого навіть не розглядали.

## Види спорту
| - Бобслей (2) - Гірськолижний спорт (6) - Ковзанярський спорт (4) - Лижне двоборство (1) | - Лижні гонки (3) - Скелетон (1) - Стрибки з трампліна (1) - Фігурне катання (3) - Хокей (1) |

В дужках вказана кількість розіграних комплектів медалей.

## Учасники
В змаганнях взяли участь 669 спортсменів (592 чоловіка та 77 жінок) з 28 країн. Німеччина і Японія не були запрошені через їхні дії в Другій Світовій війні.
- Аргентина (9)
- Австрія (54)
- Бельгія (11)
- Болгарія (4)
- Велика Британія (55)
- Греція (1)
- Данія (2)
- Ісландія (4)
- Іспанія (6)
- Італія (57)
- Канада (28)
- Південна Корея (3)
- Ліван (2)
- Ліхтенштейн (10)
- Нідерланди (4)
- Норвегія (49)
- Польща (29)
- Румунія (7)
- США (69)
- Туреччина (4)
- Угорщина (22)
- Фінляндія (24)
- Франція (36)
- Чилі (4)
- Чехословаччина (47)
- Швеція (43)
- Швейцарія (70)
- Югославія (17)

В дужках зазначена кількість спортсменів від країни.

## Медальний залік
| Місце  | Країна                | Золото | Срібло | Бронза | Загалом |
| ------ | --------------------- | ------ | ------ | ------ | ------- |
| 1      | Норвегія              | 4      | 3      | 3      | 10      |
| 1      | Швеція                | 4      | 3      | 3      | 10      |
| 3      | Швейцарія (господарі) | 3      | 4      | 3      | 10      |
| 4      | США                   | 3      | 4      | 2      | 9       |
| 5      | Франція               | 2      | 1      | 2      | 5       |
| 6      | Канада                | 2      | 0      | 1      | 3       |
| 7      | Австрія               | 1      | 3      | 4      | 8       |
| 8      | Фінляндія             | 1      | 3      | 2      | 6       |
| 9      | Бельгія               | 1      | 1      | 0      | 2       |
| 10     | Італія                | 1      | 0      | 0      | 1       |
| 11     | Чехословаччина        | 0      | 1      | 0      | 1       |
| 11     | Угорщина              | 0      | 1      | 0      | 1       |
| 13     | Велика Британія       | 0      | 0      | 2      | 2       |
| Всього | Всього                | 22     | 24     | 22     | 68      |